# Bercenay-en-Othe
Bercenay-en-Othe es una población y comuna francesa, en la región de Champaña-Ardenas, departamento de Aube, en el distrito de Troyes y cantón de Estissac.

## Demografía
| 272 | 232 | 206 | 329 | 420 | 380 |
| Para los censos de 1962 a 1999 la población legal corresponde a la población sin duplicidades (Fuente: INSEE [Consultar]) |     |     |     |     |     |